# Pobarvanka
Pobarvanka je knjiga, delovni zvezek ali delovni list, ki prikazuje robove slik in je namenjen barvanju. Vsebuje lahko zelo širok nabor motivov, od enostavnih sličic živali, do zahtevnih umetniških del.
Barvanke je, glede na površino na kateri so natisnjene, moč pobarvati z voščenkami, flumastri, barvicami, vodenimi barvicami, ogljem, kredami in podobno.
Namenjene so predvsem otrokom, saj krepi ustvarjalnost, natančnost, motorične sposobnosti ter umetniško izražanje. Tovrstne otroške aktivnosti so lahko še nagrajene z dodatno vsebino, kot so predhodno povezovanje števil ali vključitev logičnih zahtev, kot na primer barvanje ploskev glede na vsebovano število.
Odrasli uporabljajo pobarvanke predvsem kot učni pripomoček pri učenju umetnostnih tehnik.